# NGC 6117
NGC 6117 is een spiraalvormig sterrenstelsel in het sterrenbeeld Noorderkroon. Het hemelobject werd op 5 juli 1864 ontdekt door de Duitse astronoom Albert Marth.

## Synoniemen
- NGC 6117A
- UGC 10338
- MCG 6-36-22
- ZWG 196.36, IRAS16174+3712, PGC 57816